# 아포리프

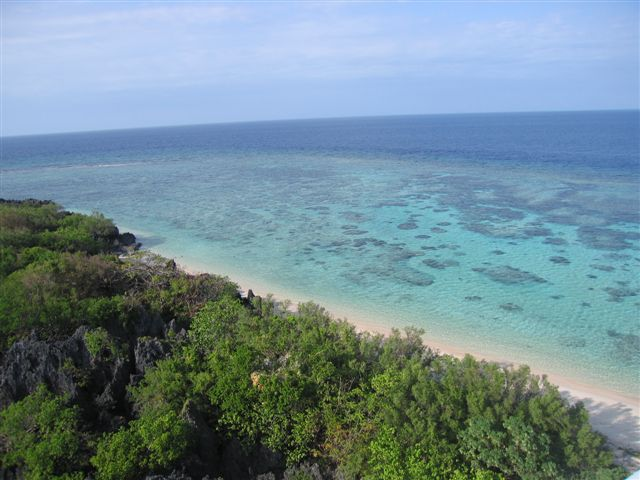

아포리프(Apo Reef)는 옥시덴탈 민도로(Occidental Mindoro)해협 서쪽 지역에 놓인 산호초군집이다. 34 제곱 미터(13제곱마일)에 달하는 세계에서 2번째로 큰 인접 산호초군집이고, 필리핀 내에서 가장 큰 산호초 군집이다. 이 산호초 지역과 인근 수역은 아포리프 국립공원(ARNP)에 등록되어 국가에서 보호하는 구역이다. 이는 국가 내에서 가장 잘 알려져 있고, 인기가 많은 다이빙 지점이다. 이 지역은 유네스코 세계유산 잠정 목록에 올라있다.

## 지리
아포리프는 가장 가까운 연안인 필리핀의 민도로섬에서 서쪽으로 15해리(28km)정도 떨어진 곳에서 발견된다. 이 섬은 민도로 해협의 아포 이스트 패스로 본 섬과 분리되어 있다. 행정구역 상으로 아포리프는 필리핀의 옥시덴탈 민도로 IV-B 지역에 속하고, 더 정확히는 사블라얀시 소속이다. 관광활동은 사블라얀 지방정부가 관할하고 환경천연자원부 지역 사무소에서 관리한다.

### 리프시스템 (Reef system)
아포리프는 북쪽에서 남쪽 끝까지 26킬로미터(16마일)정도에 달하는 삼각환상 산호도(가운데 해수 호수가 있는 고리 모양의 산호섬)를 이루고 있으며, 동쪽에서 서쪽으로는 20km(12mi)에 이른다. 이 지역은 두 개의 산호계로 나뉘고, 좁은 리프플랫폼으로 북쪽과 남쪽 라군은 엮여 있다. 이는 34 제곱 킬로미터(13제곱마일)으로 삼각의 북쪽과 남쪽의 환상으로 이루어진 남쪽 리프는 서쪽으로 열린 좁은 수로로 분리된다. 이 채널은 미세한 백색의 모래 바닥으로 이루어져 1.8미터에서 20미터 정도 깊이로 동쪽에서 서쪽으로 이어지며, 깊고 푸른 물 아래에 여러 개의 흙더미와 코랄 조각들이 펼쳐져 있다.
A 북쪽 석호는 썰물 때 부분적으로 노출되는 밀폐된 삼각형의 산호초 플랫폼이다. 깊이가 약 2-10m(6ft 7 in-32ft 10 in)로 상대적으로 얕다. 남쪽 석호는 양면으로 둘러싸인 역삼각형의 산호 플랫폼이며 깊이는 약 30m(98ft)이다. 마찬가지로, 동쪽과 남동쪽에 있는 석회암으로 이루어진 암초와 연안에 펼쳐진 모래로 이루어져 있다.

### 제도
아포리프는 잠겨 있지만 세 개의 섬이 수면에 표시되어 있다: 아포섬, 아포 메너(현지어로 비낭안) 그리고 카요스 델 바조("은행 열쇠", 현지어로 티낭까빤). 이러한 섬들에는 거주민이 없다. 2007년 아포리프 국립공원에 "노 테이크존" 정책이 시행된 이래로 보호된 지역에는 직원과 주 단위로 보호지역의 보호 및 보존 작업을 수행하는 MARLEN 팀만이 있다.

#### 아포섬
아포섬은 아포리프에서 가장 큰 섬이고, 등대, 화이트비치, 라군, 맹그로브, 카르스트 바위가 형성되어 있다. 네그로스 오리엔탈의 남쪽 두마게티 인근의 아포섬과 이름은 같으나 다른 곳이다.
22 에이커(54 에이커)의 맹그로브와 해변 식물이 있다. 이 섬 주변의 산호초는 0.80 킬로미터(1/2 마일)까지 뻗어 있다. 아포 섬의 동부와 남부에 있는 라군을 이룬 맹그로브 밖에서는 토양이 진흙과 점토 입자가 적은 모래 - 모래질의 양토로 이루어져 있다. 한편, 라군을 이룬 맹그로브는 점토질 토양에 모래성 양토가 있고, 분해 된 식물 잔유물이나 거친 물질의 하부에 묻혀 있다.
아포섬은 좁고 깊은 수로로 아포리프와 구분된다. 이 섬은 민도로에서 23 해리(43km; 26 마일), 민도로 해협의 서쪽 부수 앙가 섬에서 가장 가까운 난가 및 타라 제도에서 약 20 해리(37km; 23 마일) 떨어진 섬이다. 섬의 북동부에 위치한 아포 리프 등대에서 항해 상 위험 위치에 대해 주변의 배에 경고한다. 섬은 펌프 보트(뱅카)로 이동했을 때 사블라얀에서 240° 방향으로 2시간 반 거리에 위치해 있다.
섬에는 국립 공원을 모니터링하는 경비기지가 있다. 관리 데스크에서 환경 요금을 징수하고 있다. 특정 조건에 따라 텐트에서 하룻밤 머물 수 있다. 섬의 연약한 생태계를 보호하고자 하기 때문에 육상에서 편의시설의 이용이 매우 제한적이다.

#### 아포메너섬 (Apo Menor Islet)
아포메너섬은 아포리프에서 두 번째로 큰 섬으로, 주로 바위로 이루어져 있다. 아포메너섬은 아포리프의 서쪽 끝 인근에 위치하며, 아포섬의 동쪽에서 2.4km(1.5 mi) 떨어져 있다. 상대적으로 식물이 거의 없고, 바위가 많은 석회암 섬이다.

#### 까요스 델 바조 (Cayos del Bajo)
Cayos del Bajo는 리프의 동쪽 가장자리 근처의 북쪽 라군에 있는 편평한 산호초 암석 층으로 식물이 없다. 간조때  작은 바위는 리프에서 건조되는데 특히 북쪽에서 이런 건조가 더 이루어진다.

## 스쿠버 다이빙 (Scuba diving)
암초의 주요 활동은 수질과 관련이 있다. 아포 리프(Apo Reef) 지역의 스쿠버 다이빙과 스노클링은 식물상의 품질, 동물 군 및 물과 백사장의 선명함으로 이례적으로 우수한 경관을 선사한다. 깊은 수심이나 얕은 수심 모두에서 다양한 어종이 관찰 될 수 있고, 특히 상어, 자이언트 나폴레옹, 만타, 뮤레나(murenas)를 볼 수 있다. 산호는 건강하고, 계속해서 성장하고 있다.

## 같이 보기
- 필리핀의 세계유산